# Ticul (község)
Ticul község Mexikó Yucatán államának délnyugati részén. 2010-ben lakossága kb. 38 000 fő volt, ebből mintegy 33 000-en laktak a községközpontban, Ticulban, a többi 5000 lakos a község területén található 20 kisebb településen élt.

## Fekvése
Az állam délnyugati részén, a fővárostól, Méridától délre fekvő község északkeleti része a tenger szintje felett körülbelül 25–30 méterrel elterülő síkvidék, a községközponttól délnyugatra azonban 100 méter fölé emelkedő dombvonulatok is húzódnak. Az éves csapadékmennyiség 1000 és 1100  mm körül van, de a községnek vízfolyásai nincsenek. A mezőgazdaság a terület mintegy 17%-át hasznosítja, a többi részt főként vadon borítja.

## Népesség
A község lakóinak száma a közelmúltban igen gyorsan növekedett, a változásokat szemlélteti az alábbi táblázat:
| Év   | Lakosság |
| ---- | -------- |
| 1990 | 26 618   |
| 1995 | 31 028   |
| 2000 | 32 776   |
| 2005 | 35 621   |
| 2010 | 37 685   |

## Települései
A községben 2010-ben 21 lakott helyet tartottak nyilván, de nagy részük igen kicsi: 12 településen 10-nél is kevesebben éltek. A jelentősebb helységek:
| Település             | Lakosság (2010) |
| --------------------- | --------------- |
| Ticul (községközpont) | 32 796          |
| Pustunich             | 2480            |
| Yotholín              | 2267            |